# Karl Joel Appelberg
Karl Joel Appelberg, född den 25 juni 1853 i Gamla karleby, död  27 mars 1921 i Helsingfors, var en finlandssvensk ingenjör, flottningschef och företagsledare.
Appelberg blev student 1871 från Vasa övningsskola gymnasium. Han studerade 1872-1876 vid Polytekniska skolan i Helsingfors (senare Tekniska högskolan). Han hade en ledande roll bland studenterna och hörde år 1872 till stiftarna av Teknologföreningen (TF), och var åren 1874-1876 dess ordförande. Appelbergs intresse för TF bestod med tiden. År 1911 kallades han till hedersledamot och han var medlem i De Äldres Råd från att det instiftades 1912 till sin död.
Appelberg började sin karriär som väg- och vattenbyggare vid statens tjänst. Han jobbade med järnvägsundersökningar om somrarna 1874-1878, och när Vasabanan från Tammerfors norrut skulle byggas fick Appelberg anställning vid den. Åren 1883-1886 var han anställd som byråingenjör vid överstyrelsen för väg- och vattenbyggnaderna där han jobbade bland annat för Savolaxbanan. Till hans arbeten hör byggandet av fasta landsvägsbron av järn över Wuoksen älv vid Jääskis kyrka (idag Ryssland).
Appelberg jobbade från och med 1886 som flottningschef i Kotka. Han blev verkställande direktör för Keitele Rederi Bolag, och senare för Päijänne Rederi Bolag. Genom teknikens utveckling lyckades Appelberg nedbringa flottningskostnaderna till ett minimum. Appelberg kvarstod i sin befattning som flottningschef i 14 år till år 1900. 1903-1905 vikarierade han som fabrikschef för läderfabriken Bröder Åström(fi) i Uleåborg då chefen Bertel Gripenberg var i landsflykt.
1905 år flyttade han till Helsingfors och ägnade sig huvudsakligen till egna affärer och de många uppdrag som anförtroddes honom. Han verkade bland annat som verkställande direktör för Hyvinge fabriks aktiebolag, Sandvikens spritfabriks aktiebolag, Koskensaari sågbolag, Finska Gummifabriks aktiebolag och Heinola bränneri aktiebolag. Vid sin död innehade han bl. a. följande befattningar: direktionsmedlem i Finland ömsesidiga brandstodsförening, i aktiebolaget Dalsbruk och i aktiebolaget Strömsdals bruk, ordförande i direktionen för Finska Gummifabriks aktiebolaget och i försäkringsanstalten Sampos förvaltningsråd samt disponent för Hyvinge fabriksaktiebolag.
Appelberg var stadsfullmäktig i Helsingfors 1907-1912, och medlem i Svenska normallyceets skolråd 1906-1918. Han var medlem i Tekniska föreningen i Finland sedan 1881 och även styrelsemedlem 1901-1903. Vid föreningens 40-års fest år 1920 kallades han till dess hedersledamot.
Appelbergs föräldrar var kapellanen i Gamla karleby O.I. Appelberg och dennes maka Anna Helena Stenhagen. Appelberg gifte sig 1886 med Olga Saxén och de fick fyra söner (bland dem Runar Appelberg och Bertel Appelberg) och en dotter.